# Lastabbremsung

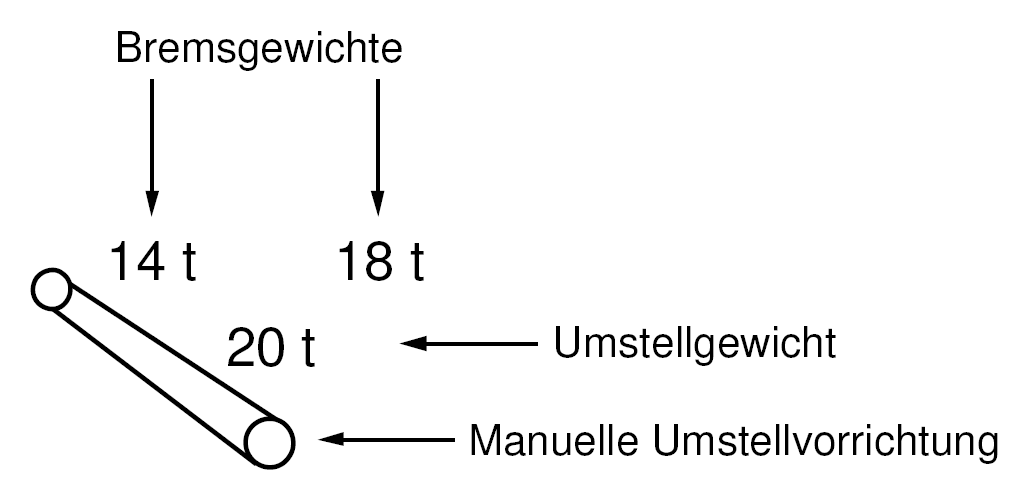
Darstellung eines manuellen Lastwechsels. Wenn das Gesamtgewicht des Wagens das angeschriebene Umstellgewicht erreicht oder übersteigt, ist der Lastwechsel auf „beladen“ zu stellen.

Eisenbahnwagen, bei denen das Bruttogewicht erheblich größer ist als das Leergewicht, sind mit einer Lastabbremsung ausgerüstet. Diese Einrichtung ermöglicht das Anpassen des Bremsklotzdrucks an das effektive Wagengewicht. Sie verhindert ein Überbremsen bei geringer Zuladung und wirkt zu schwacher Bremskraft bei beladenen Fahrzeugen entgegen. Wenn bei gleichbleibender Bremskraft das Fahrzeuggewicht durch die Beladung zunimmt, verringert sich die Bremswirkung. Dies macht sich umso stärker bemerkbar, je geringer das Leergewicht und je größer die Zuladung ist.
Es gibt sowohl bei der Druckluftbremse wie bei der Saugluftbremse verschiedene Möglichkeiten der Lastabbremsung. Es wird hier unterschieden zwischen Lastwechsel – die von Hand oder automatisch – zwischen definierten Stellungen wechseln, und der automatischen Lastabbremsung, deren Bremskraftverstellung kontinuierlich und immer automatisch erfolgt.

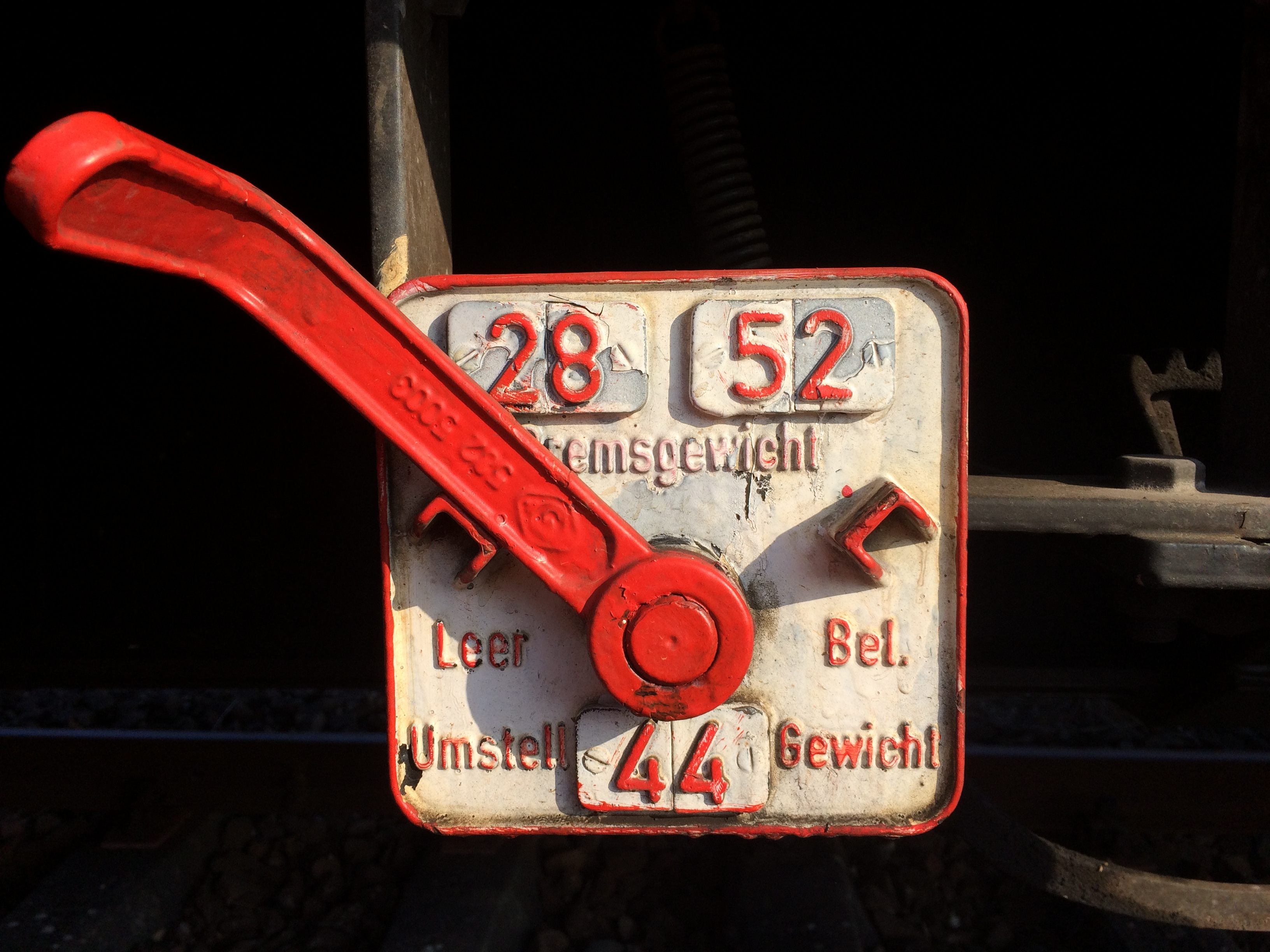
Manueller zweistufiger Lastwechsel eines Güterwagens in der Stellung Leer. Ab einem Fahrzeuggesamtgewicht von 44 t ist der Lastwechsel auf Bel. (Beladen) umzustellen.

Das Umstellen des Bremsklotzdrucks geschieht beim manuellen Lastwechsel von Hand. Diese gibt es als zweistufigen Lastwechsel mit den Stellungen „leer“ und „beladen“ und als drei- oder mehrstufigen Lastwechsel mit den Stellungen „leer“ und mehreren Stellungen „beladen“. Bei Wagen mit mehr als einem Steuerventil bzw. Bremszylinder kann es auch mehr als einen Lastwechsel geben. Gerade die rein mechanisch wirkenden Lastwechsel müssen in jedem unabhängigen Bremsgestänge eingebaut werden, da diese ihre Bremskraft durch Verändern des Kraftdreieckes im Bremsgestänge arbeiten. Es gibt auch Systeme, bei denen ein zusätzlicher Bremszylinder zugeschaltet wird.

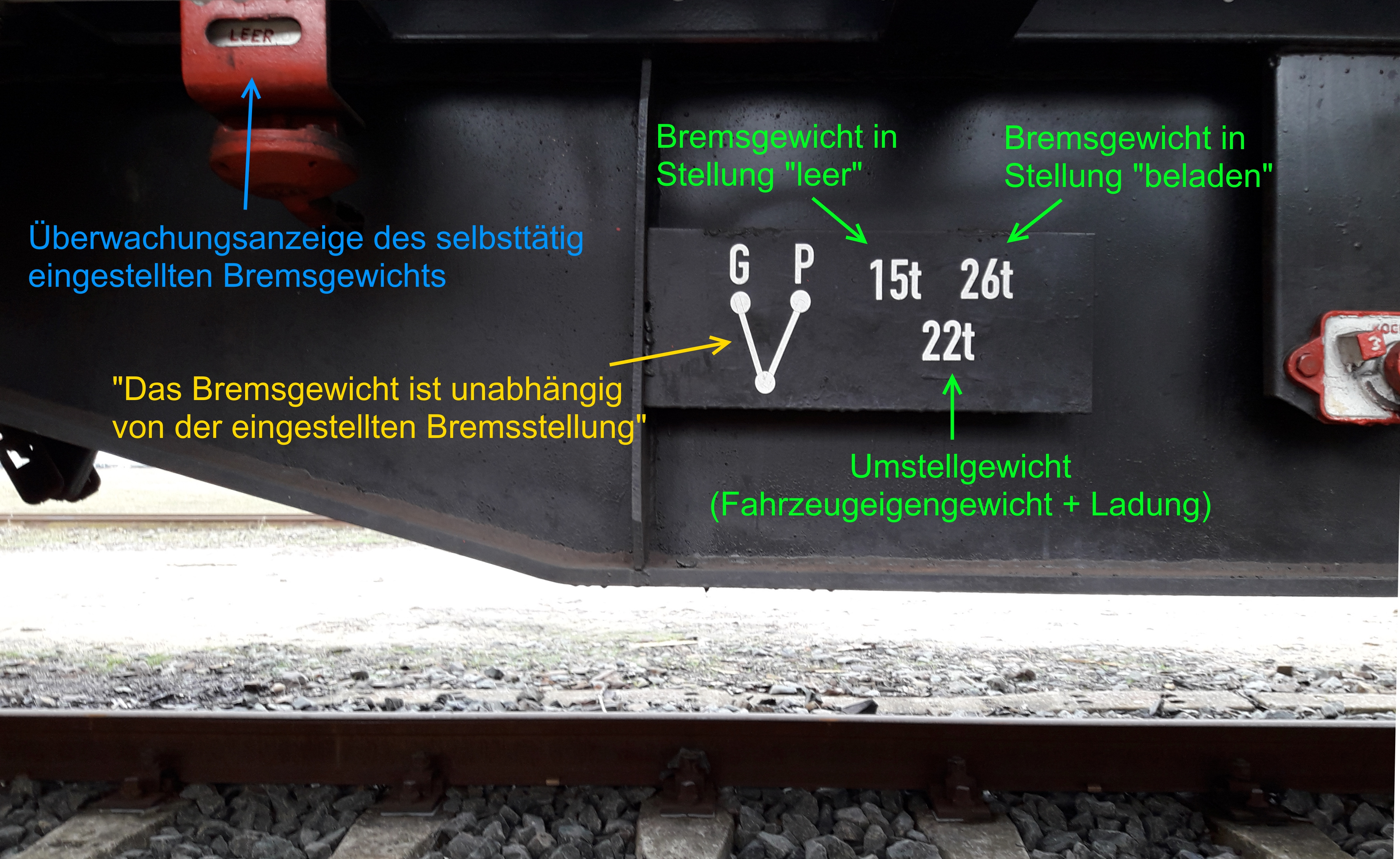
Anschrift des automatischen Lastwechsels an einem Güterwagen. Ab einem Fahrzeuggesamtgewicht (Fahrzeugeigengewicht + Ladung) größer 22 t stellt sich die Bremse selbsttätig auf beladen um. Dies kann mit Hilfe der Überwachungsanzeige kontrolliert werden.

Beim automatischen Lastwechsel erfolgt die Umstellung selbsttätig zwischen den Stellungen. Dies kann je nach System auch nur aus „leer“ und „beladen“ bestehen oder seltener auch mehrere Zwischenstufen umfassen. Die automatischen Lastwechsel sind vor allem bei Güterwagen anzutreffen, die entweder voll beladen oder leer verkehren (z. B. Kesselwagen).

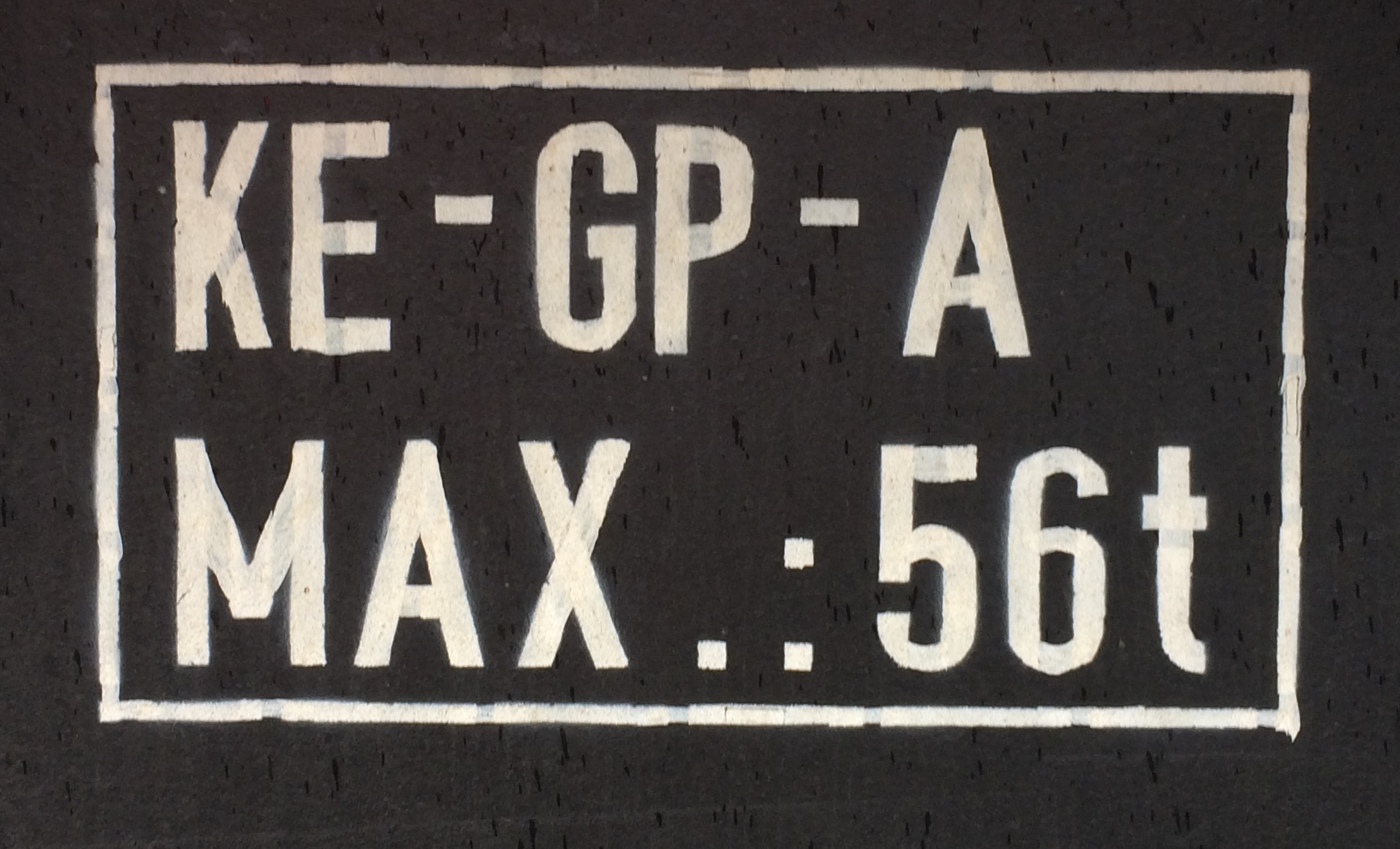
Anschrift der automatischen Lastabbremsung am Längsträger eines Güterwagens. Es kann ein maximales Bremsgewicht von 56 t erreicht werden. Das maximale Bremsgewicht von 56 t ergibt sich aus der Summe des Wageneigengewichts und der Beladung. Bei einem Wageneigengewicht von 27 t und keiner Beladung ergibt sich ein Bremsgewicht von 27 t. Bei einer Beladung von z. B. 10 t ein Bremsgewicht von 37 t. Bei einer Beladung von z. B. 29 t ein Bremsgewicht von 56 t. Bei weiterer Beladung erhöht sich das Bremsgewicht nicht weiter.

Daneben gibt es auch die kontinuierlich wirkende automatische Lastabbremsung, die sich bis zu einem bestimmten Bremsgewicht kontinuierlich zum gemessenen Wagengewicht verstärkt. Erkennbar an dem -A der Bremsanschrift (Beispiel „Bremse O - GP - A Max. 23 t.“).
Bei beiden automatischen Systemen kann das Gewicht über eine (oder mehreren) Messdosen (pneumatisch wirkend) oder über eine mechanische Wiegevorrichtung (in der Funktionsweise einer Neigungswaage) erfasst werden. Bei der mechanischen Wiegevorrichtung wirkt auf einen Winkelhebel – durch das unterschiedlich Wagengewicht – ein unterschiedliches Drehmoment gegen eine Feder. Durch die daraus resultierende Verdrehung und der deswegen erfolgenden Längenänderungen des angefügten Gestänges kann diese als mechanischer Antrieb zum Verstellen des Druckübersetzers am Steuerventil benutzt werden.